# Lazzaro di Milano
Lazzaro (Milano, ... – Milano, 449) fu arcivescovo di Milano dal 440 fino alla sua morte.

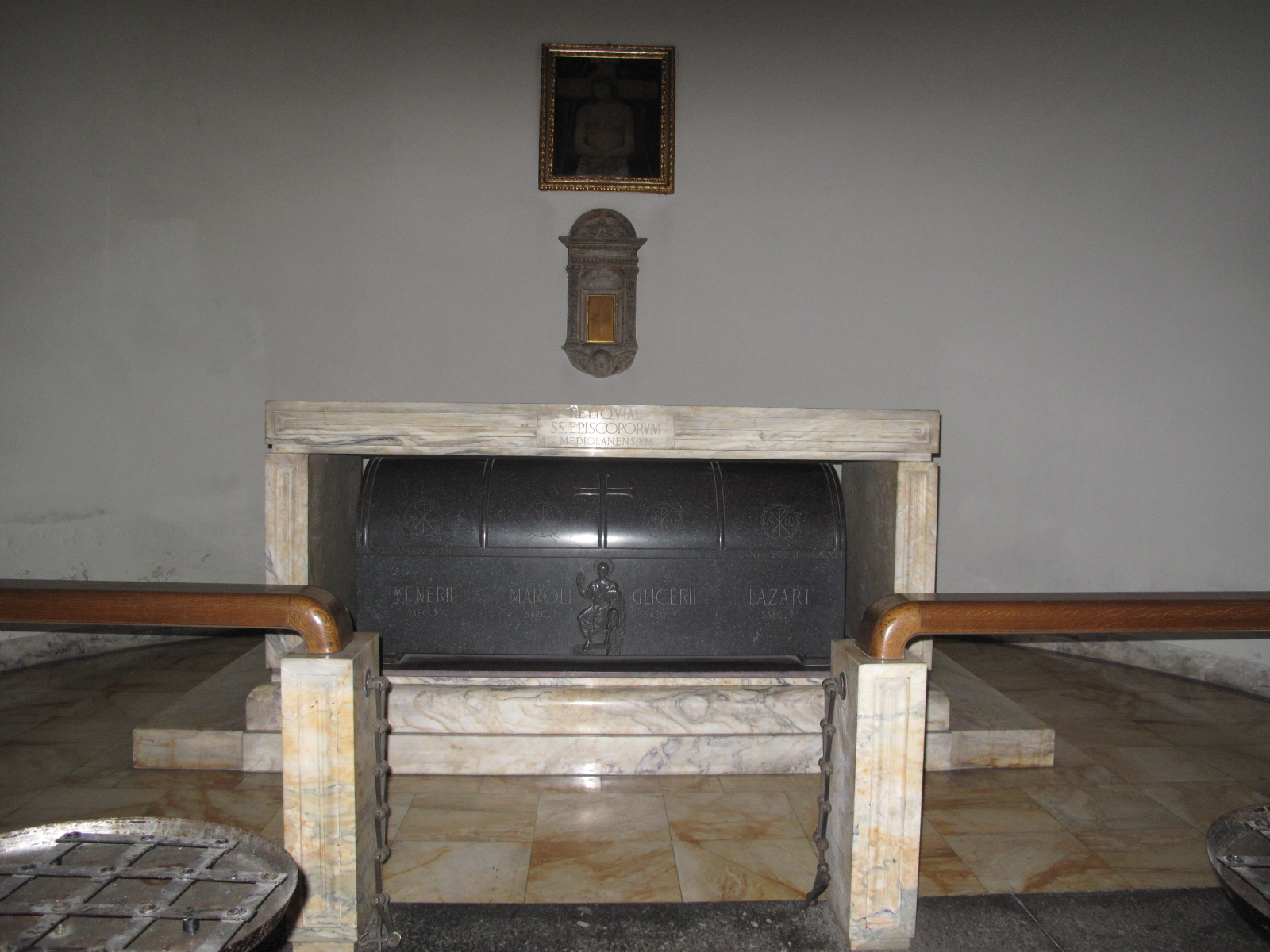
Interno della basilica di San Nazaro a Milano. Nicchia nel transetto sinistro: altare con sarcofago contenente le reliquie dei santi Venerio, Marolo, Glicerio e Lazzaro, vescovi di Milano.

È venerato come santo dalla chiesa cattolica che lo ricorda il 14 marzo.

## Biografia
Non si hanno notizie storiche sul vescovo milanese Lazzaro, il cui episcopato, secondo un antico Catalogus archiepiscoporum Mediolanensium,  si colloca tra quelli di Glicerio, morto il 15 settembre 440, e di Eusebio, attestato nell'estate del 451. Il medesimo catalogus gli assegna 11 anni di governo e lo dice sepolto il 14 marzo nella chiesa di San Nazaro. Tradizionalmente, il suo episcopato è assegnato agli anni 438-449.
A Lazzaro è dedicato uno dei Carmina di Magno Felice Ennodio, scritti prima del 521, nel quale il vescovo milanese è lodato « per la severità con la quale reprimeva, anche col solo sguardo, l'audacia dei malvagi, pur sapendo a tempo opportuno far coraggio a coloro che cercavano di ravvedersi.»
Secondo una tradizione riportata da Baldassarre Oltrocchi a Lazzaro si deve l'istituzione di speciali litanie per tener lontano da Milano le incursioni dei barbari. Un'altra tradizione, che non ha fondamenti storici, associa Lazzaro all'aristocratica famiglia milanese dei Beccardi.